# 柳家喬太郎のイレブン寄席
柳家喬太郎のイレブン寄席（やなぎやきょうたろうのいれぶんよせ）は、BS11のトーク番組・バラエティ番組である。2016年4月11日から2018年3月21日まで放送された落語家・柳家喬太郎の冠番組。
同局で柳家喬太郎が司会を務める演芸番組としては5本目となる。

## 概要
「柳家喬太郎のようこそ芸賓館」をリニューアル。月2回の放送となり、同一ゲストでの回が前・後編の2週にわたって放送される。
当番組から落語は公開収録されることになり、主に日本BS放送（お茶の水）本社内ホールで、観客公募の上で収録が行われている。

## 内容・構成
- 落語 - 日本BS放送ホールなどで収録されたものを放送する。喬太郎は進行役を務める[1]。
- トーク - 公開収録とは別に収録。当初はバーチャルスタジオ[2]や飲食店などを会場に、アルコール類も振る舞われた[3]。2016年7月以降は日本BS放送の楽屋で収録している。

## 出演
- 柳家喬太郎 - 司会（落語を披露する回もある）